# Corrado I di Slesia
Corrado I di Slesia o Corrado di Głogów (1228 circa – 1274) è stato un nobile polacco, duca di Głogów dal 1251 fino alla sua morte.

## Biografia
Corrado I fu il quarto figlio di Enrico II il Pio, Duca di Slesia e Alto Duca di Polonia dal 1238, da sua moglie Anna, figlia del re (della famiglia Přemyslide) Ottocaro I di Boemia. Al momento della morte del padre nella battaglia di Legnica del 1241 contro l'Orda d'oro, lui e suo fratello minore Ladislao (Władysław) furono posti sotto la tutela del loro fratello maggiore, il duca Boleslao II di Slesia. Dopo la morte improvvisa di Enrico, i Piast di Slesia non riuscirono a mantenere la loro posizione dominante: Bolesłao II tentò di succedere a suo padre sul trono polacco a Cracovia, ma alla fine non riuscì a prevalere contro il suo cugino Corrado I di Masovia.
Al fine di evitare un'ulteriore frammentazione delle terre paterne, il duca più anziano, con l'approvazione della madre, inviò Corrado a studiare a Parigi, dove avrebbe dovuto essere educato con l'intenzione di intraprendere la carriera ecclesiastica. Tuttavia, nel 1248, quando il giovane scoprì la divisione delle terre di famiglia tra i suoi fratelli maggiori Boleslao II, duca di Legnica, e Enrico III il Bianco, duca di Breslavia, tornò in patria e reclamò la sua parte dell'eredità della Slesia. Presto fu raggiunto un accordo preliminare in base al quale Corrado rimase sotto la protezione e la cura del fratello maggiore, che gli diede il titolo di co-governatore a Legnica.
Bolesłao II (che voleva liberarsi di lui) proponeva ancora Corrado per incarichi religiosi: prima come prevosto della collegiata di Głogów e poi vescovo di Passavia in Baviera. Sebbene non avesse raggiunto l'età canonica, fu eletto dal capitolo della cattedrale di Passavia per succedere al vescovo deposto Rüdiger di Bergheim; tuttavia, senza l'approvazione della Curia romana. Corrado, tuttavia, non aveva alcuna intenzione di proseguire con la carriera ecclesiastica. Non entrò mai nel capitolo a Passavia e presto riprese il suo conflitto con Boleslao II.
Nel giugno del 1249 Corrado fuggì nella Grande Polonia, dove poté contare sul sostegno del duca Przemysł I. Nel 1251 condusse la campagna ducale di Boleslao e riuscì a conquistare Bytom Odrzański. I legami di Corrado con i duchi Piast della Grande Polonia furono rafforzati dopo il suo matrimonio con la sorella di Przemysł I, Salome. L'altro fratello Enrico III il Bianco divenne presto un altro alleato nella lotta contro Boleslao II. Con l'aiuto dei suoi nuovi alleati e grazie alla rivolta dei cittadini di Głogów, la campagna contro Boleslao II si concluse con pieno successo. Il duca di Legnica fu costretto ad accettare la sua sconfitta e consegnare le terre della Bassa Slesia di Głogów a Krosno Odrzańskie e Żagań a Corrado come ducato a sé stante.
Fino alla fine della sua vita i rapporti di Corrado con suo fratello Boleslao II rimangono tesi. Nel 1257 Corrado fece una mossa pericolosa e rapì Boleslaw dalla sua residenza a Legnica. Il duca riacquistò la libertà dopo pochi mesi, ma non si sa a quale prezzo. Si può dire che in seguito il duca non lasciò mai a Boleslaw II un momento di tranquillità, ma nel 1271 il Duca di Legnica riuscì a riconquistare la città di Bolesławiec vicino al fiume Bóbr.
A partire dal 1260 circa, Corrado instaurò stretti contatti con il regno di Boemia e si impegnò nella politica espansionistica del re Ottocaro II. Inoltre promosse la colonizzazione nelle sue terre, in gran parte dai coloni tedeschi. Questo fu un contributo decisivo all'istituzione del Diritto di Magdeburgo nella sua Głogów nel 1253. In contrasto con il fratello Boleslao II, Corrado sostenne vigorosamente il vescovo Tommaso I di Breslavia nella sua difesa dei diritti ecclesiastici. Tuttavia, quando il vescovo morì nel 1268, Corrado cominciò a violare i privilegi da lui conferiti, il che portò a conflitti con il nuovo vescovo Tommaso II Zaremba.
Alla fine della sua vita fondò una chiesa a Zielona Góra (ora una concattedrale) dedicata a sua nonna, Santa Edvige della Slesia. La chiesa fu completata solo vent'anni dopo la sua morte da suo figlio ed erede Enrico III.

## Ascendenza
|                      |                        |                       | Genitori               |  |  | Nonni |  |  | Bisnonni          |  |  | Trisnonni              |  |
|                      |                        |                       |                        |  |  |       |  |  | Boleslao I l'Alto |  |  | Ladislao II l'Esiliato |  |
|                      |                        |                       |                        |  |  |       |  |  | Boleslao I l'Alto |  |  | Ladislao II l'Esiliato |  |
|                      |                        | Agnese di Babenberg   |                        |  |  |       |  |  | Boleslao I l'Alto |  |  |                        |  |
| Enrico I il Barbuto  |                        |                       |                        |  |  |       |  |  | Boleslao I l'Alto |  |  |                        |  |
|                      |                        | Cristina di Slesia    | …                      |  |  |       |  |  |                   |  |  |                        |  |
|                      |                        | Cristina di Slesia    | …                      |  |  |       |  |  |                   |  |  |                        |  |
|                      |                        | Cristina di Slesia    | …                      |  |  |       |  |  |                   |  |  |                        |  |
| Enrico II il Pio     |                        | Cristina di Slesia    |                        |  |  |       |  |  |                   |  |  |                        |  |
|                      |                        | Bertoldo IV d'Andechs | Bertoldo I d'Istria    |  |  |       |  |  |                   |  |  |                        |  |
|                      |                        | Bertoldo IV d'Andechs | Bertoldo I d'Istria    |  |  |       |  |  |                   |  |  |                        |  |
|                      |                        | Bertoldo IV d'Andechs | Edvige di Wittelsbach  |  |  |       |  |  |                   |  |  |                        |  |
| Edvige di Andechs    |                        | Bertoldo IV d'Andechs |                        |  |  |       |  |  |                   |  |  |                        |  |
|                      |                        | Agnese di Rochlitz    | Dedi III di Lusazia    |  |  |       |  |  |                   |  |  |                        |  |
|                      |                        | Agnese di Rochlitz    | Dedi III di Lusazia    |  |  |       |  |  |                   |  |  |                        |  |
|                      |                        | Agnese di Rochlitz    | Matilde di Heinsberg   |  |  |       |  |  |                   |  |  |                        |  |
| Corrado I di Slesia  |                        | Agnese di Rochlitz    |                        |  |  |       |  |  |                   |  |  |                        |  |
|                      | Vladislao II di Boemia | Vladislao I di Boemia |                        |  |  |       |  |  |                   |  |  |                        |  |
|                      | Vladislao II di Boemia | Vladislao I di Boemia |                        |  |  |       |  |  |                   |  |  |                        |  |
|                      | Vladislao II di Boemia | Richeza di Berg       |                        |  |  |       |  |  |                   |  |  |                        |  |
| Ottocaro I di Boemia | Vladislao II di Boemia |                       |                        |  |  |       |  |  |                   |  |  |                        |  |
|                      |                        | Giuditta di Turingia  | Ludovico I di Turingia |  |  |       |  |  |                   |  |  |                        |  |
|                      |                        | Giuditta di Turingia  | Ludovico I di Turingia |  |  |       |  |  |                   |  |  |                        |  |
|                      |                        | Giuditta di Turingia  | Edvige di Gudensberg   |  |  |       |  |  |                   |  |  |                        |  |
| Anna di Boemia       |                        | Giuditta di Turingia  |                        |  |  |       |  |  |                   |  |  |                        |  |
|                      |                        | Béla III d'Ungheria   | Géza II d'Ungheria     |  |  |       |  |  |                   |  |  |                        |  |
|                      |                        | Béla III d'Ungheria   | Géza II d'Ungheria     |  |  |       |  |  |                   |  |  |                        |  |
|                      |                        | Béla III d'Ungheria   | Efrosin'ja Mstislavna  |  |  |       |  |  |                   |  |  |                        |  |
| Costanza d'Ungheria  |                        | Béla III d'Ungheria   |                        |  |  |       |  |  |                   |  |  |                        |  |
|                      |                        | Agnese d'Antiochia    | Rinaldo di Châtillon   |  |  |       |  |  |                   |  |  |                        |  |
|                      |                        | Agnese d'Antiochia    | Rinaldo di Châtillon   |  |  |       |  |  |                   |  |  |                        |  |
|                      |                        | Agnese d'Antiochia    | Costanza d'Antiochia   |  |  |       |  |  |                   |  |  |                        |  |
|                      |                        | Agnese d'Antiochia    |                        |  |  |       |  |  |                   |  |  |                        |  |